# Concilie van Antiochië
Het Concilie van Antiochië was een niet-oecumenisch concilie van de Rooms-Katholieke Kerk, gehouden in het jaar 324 in Antiochië ter ere van het openen van de Gouden Kerk van Constantijn de Grote.
Kerkhistorici vermoeden dat hier de apostolische canonieken geschreven zijn, een serie wetten en regels voor bisschoppen. Deze canonieken omvatten onder meer excommunicatie, synodes en de relaties met Joden en andere (in de ogen van de deelnemers) heidense stromingen. Ook de uiteindelijke samenstelling van de Bijbel, met name het Nieuwe Testament, werd hier waarschijnlijk vastgelegd.